# Qualificazioni al campionato mondiale di calcio 2010 - AFC - Terza fase, gruppo 2

## Classifica
| Squadra    | G | V | N | P | F  | S  | DR | PT |
| ---------- | - | - | - | - | -- | -- | -- | -- |
| Giappone   | 6 | 4 | 1 | 1 | 12 | 3  | +9 | 13 |
| Bahrein    | 6 | 3 | 2 | 1 | 9  | 5  | +4 | 11 |
| Oman       | 6 | 2 | 2 | 2 | 5  | 7  | -2 | 8  |
| Thailandia | 6 | 0 | 1 | 5 | 5  | 14 | -9 | 1  |

## Risultati
| Arbitro: | Lee Gi-Young |

|  |           |            |
|  | Marcatori | 14’ Hubail |

| Arbitro: | Khalil Al Ghamdi |

|                                            |           |              |
| Endo 20’ Okubo 53’ Nakazawa 66’ Maki 90+1’ | Marcatori | 21’ Winothai |

| Arbitro: | Mark Shield |

|            |           |  |
| Hubail 78’ | Marcatori |  |

| Arbitro: | Mohsen Torki |

|  |           |            |
|  | Marcatori | 1’ Al Ajmi |

| Arbitro: | Abdul Malik Bashir |

|                                     |           |  |
| Nakazawa 10’ Okubo 22’ Nakamura 49’ | Marcatori |  |

| Arbitro: | Sun Baojie |

|                             |           |                                     |
| Chaikamdee 26’ Winothai 45’ | Marcatori | 22’ Isa 35’ Latif 57’ Mohamed Adnan |

| Arbitro: | Subkhiddin Mohd Salleh |

|             |           |                 |
| Mubarak 12’ | Marcatori | 53’ (rig.) Endo |

| Arbitro: | Muhsen Basma |

|         |           |              |
| Isa 67’ | Marcatori | 64’ Thonglao |

| Arbitro: | Ali Hamad Albadwawi |

|  |           |                                      |
|  | Marcatori | 23’ Tanaka 39’ Nakazawa 89’ Nakamura |

| Arbitro: | Saad Ak Fadhli |

|           |           |             |
| Aaish 41’ | Marcatori | 72’ Al Ajmi |

| Arbitro: | Ravshan Irmatov |

|            |           |  |
| Uchida 90’ | Marcatori |  |

| Arbitro: | Salem Mujghef |

|                  |           |                  |
| Amad Ali 58’ 84’ | Marcatori | 3’ (rig.) Sripan |